# لیسه سلطان غیاث‌الدین غوری
لیسهٔ سلطان غیاث الدین غوری که به اختصار به آن لیسه سلطان گفته می‌شود یکی از قدیمی‌ترین لیسه‌های شهر هرات است.
لیسه سلطان مدرسه‌ای دولتی و پسرانه‌است که بسیاری از شخصیت‌های بزرگ افغانستان از این لیسه فارغ شده‌اند.
این لیسه یکی از جمله مدارس تاریخی شهر هرات بوده و در صدر همه مکاتب از بدو تأسیس تا کنون قرار داشته و تا کنون موقف خود را آن چنان حفظ کرده‌است.
ساحه این لیسه در نخست ۶۳ جریب بوده که بعداً با اعمار تعمیرهای بیرونی حالا حدود ۴۰ جریب مساحت دارد که از طرف شمال به جاده محبس، از طرف جنوب به سرک ولایت، از طرف شرق به تالار مولانا بلخی و از طرف غرب به لیسه افغان ترک متصل است.
لیسه عالی سلطان غیاث الدین غوری با داشتن بیش از ۲۰۰تن معلم در تدریس بیش از۱۲۰۰۰
متعلم مؤثر واقع گردیده‌است، زیرا اکثریت معلمین این لیسه دارای سویه علمی لیسانس و فوق لیسانس بوده و از تجارب کافی علمی برخوردار اند.
همچنان این معلمین طی سیمینارهای آموزشی حالا با میتودهای بهتر درسی به تدریس متعلمین ادامه می‌دهند.
َّFASQ FarhadQadery